# Heimborn

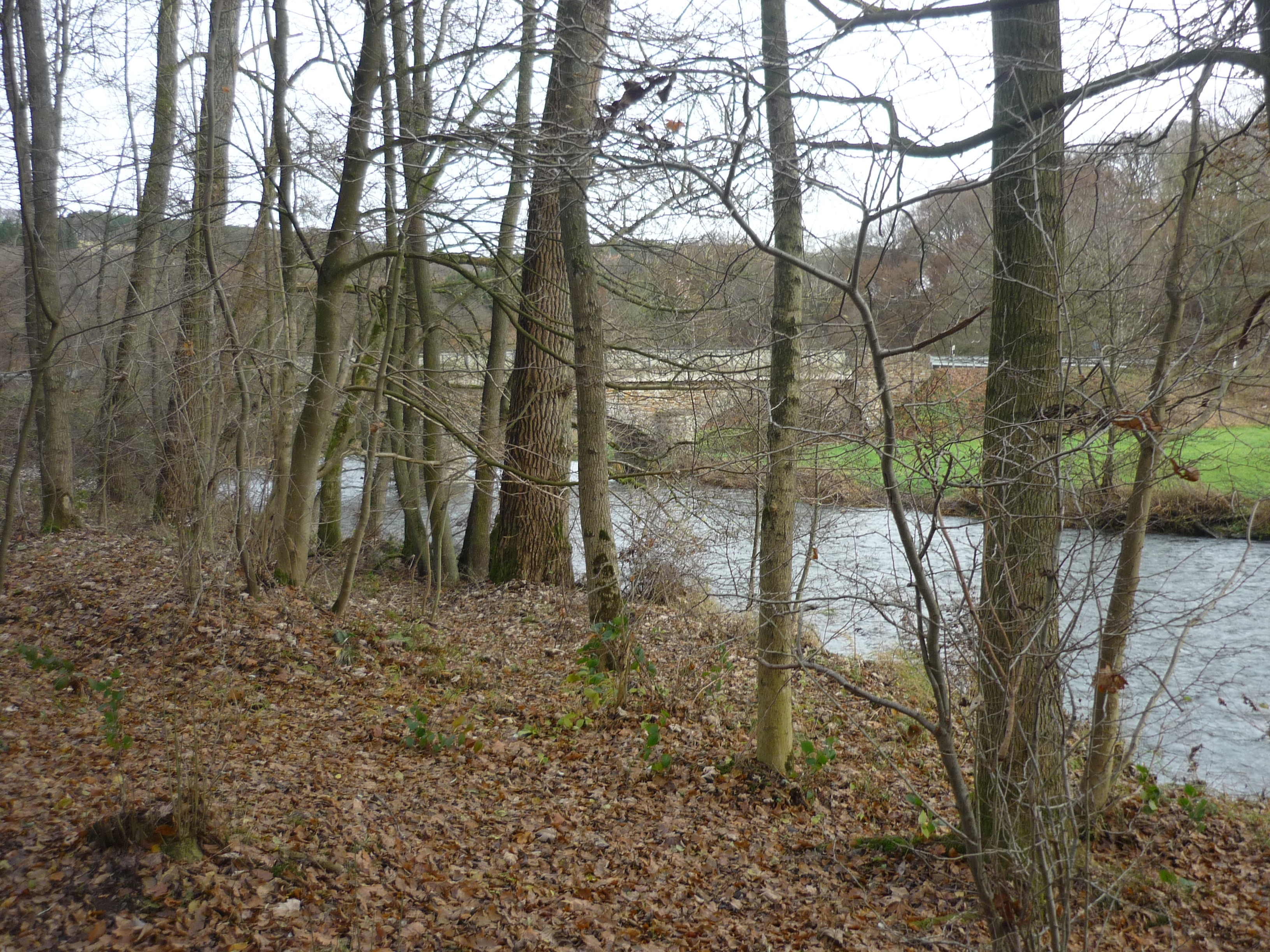
Blick auf die Nisterbrücke bei Heimborn

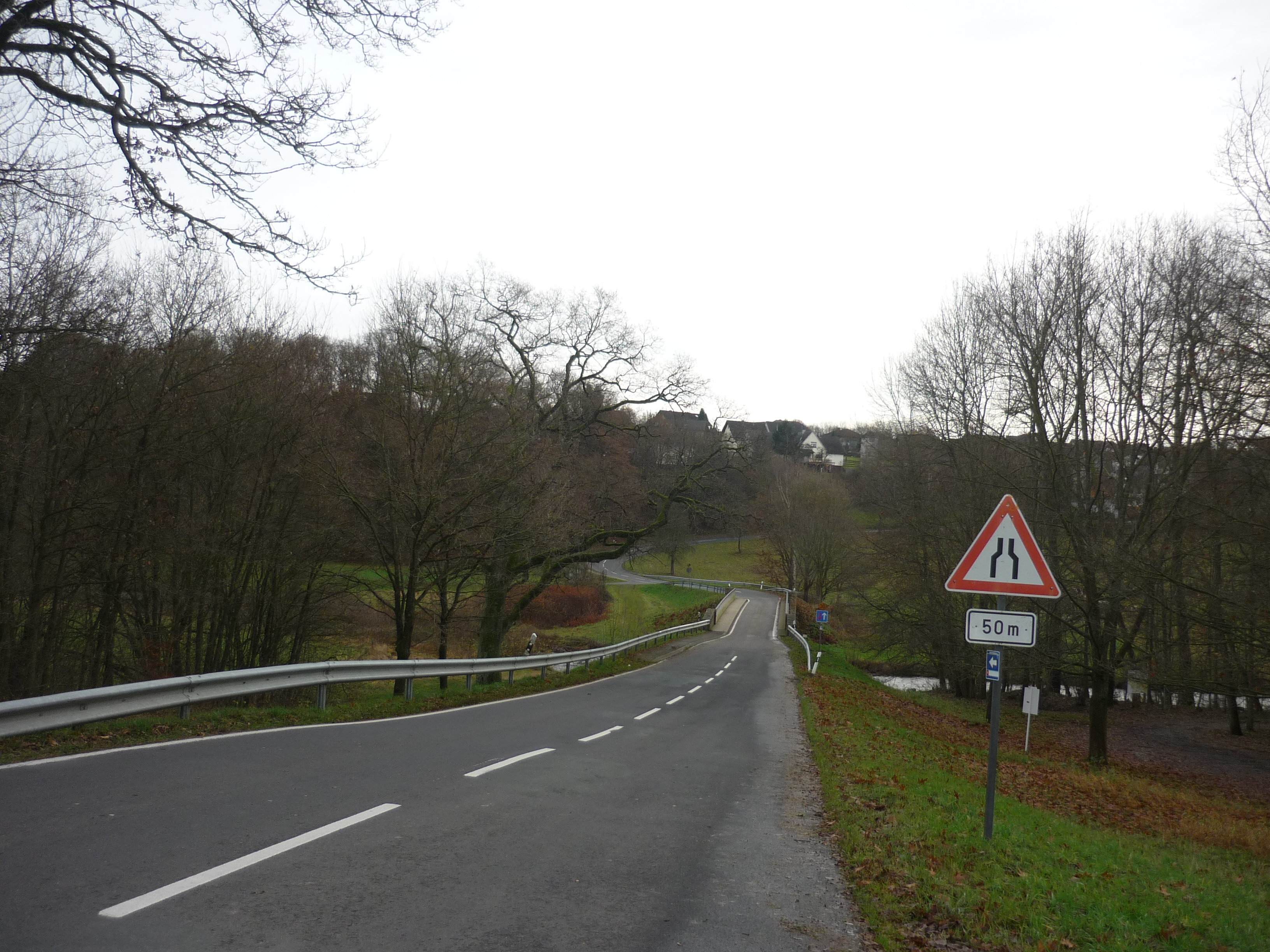
Blick auf Heimborn an der Brücke über die Nister

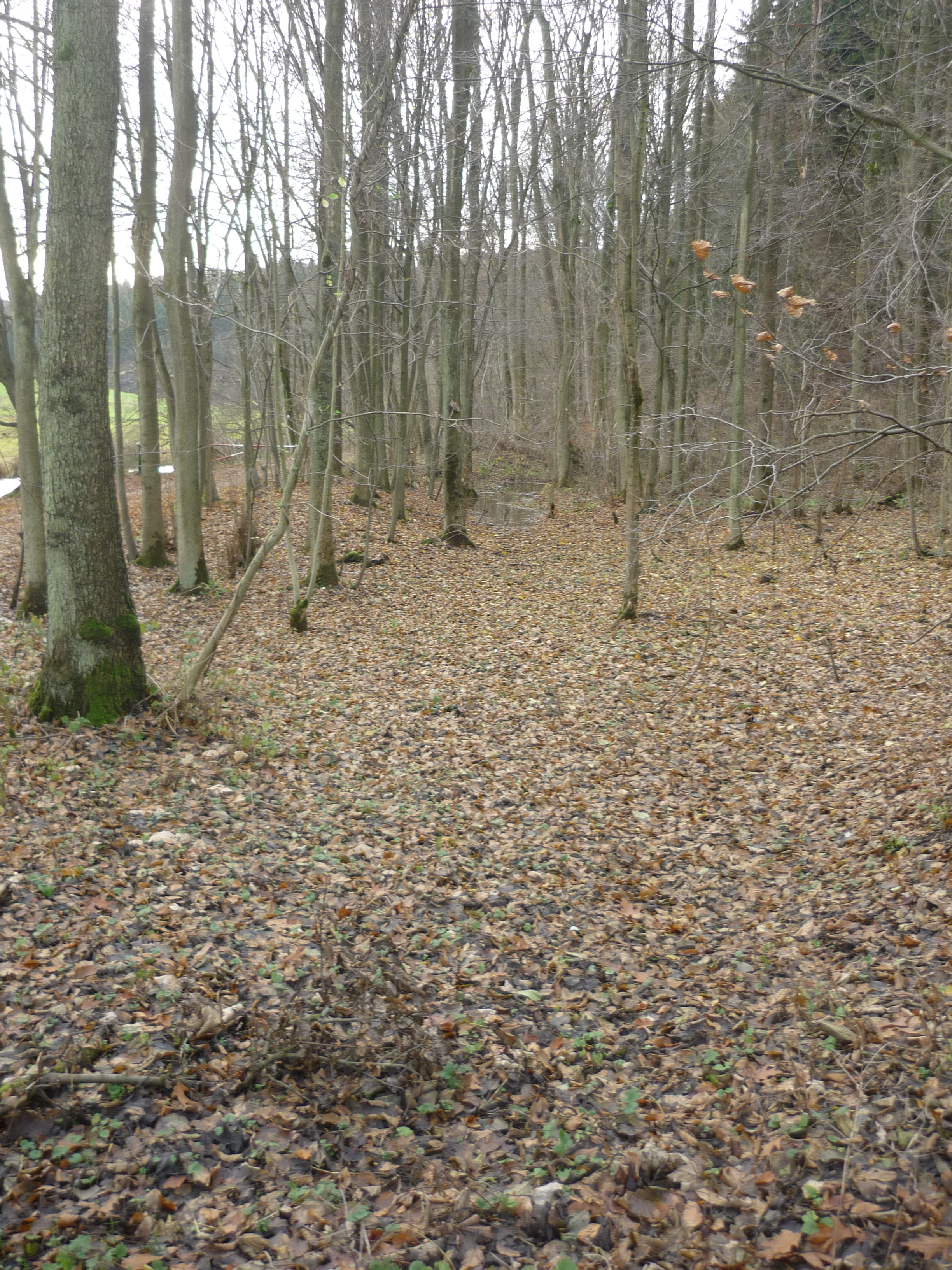
Standort des ehemaligen Heidenmühlchens an der Nister bei Heimborn

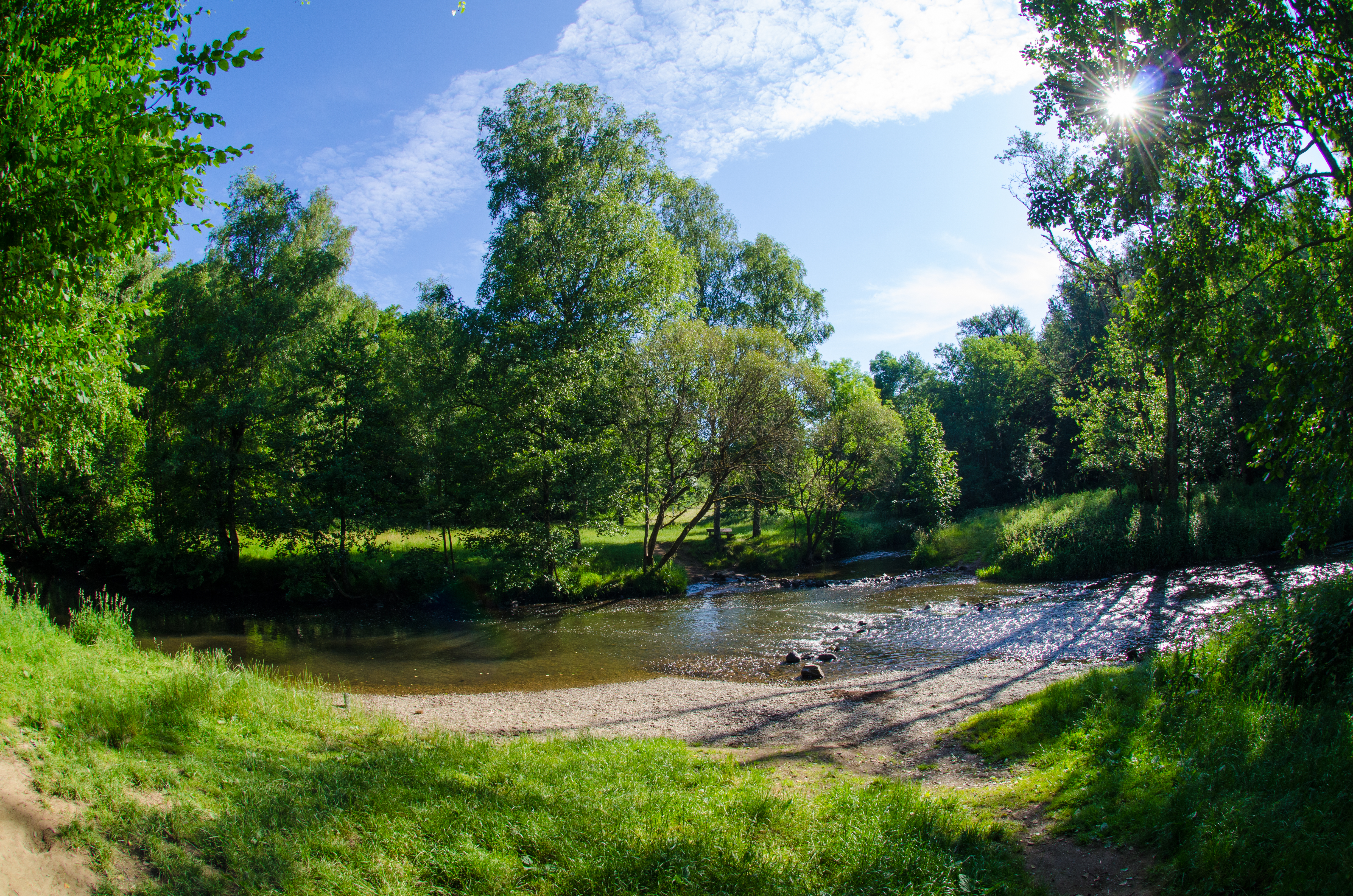
Deutsche Eck bei Heimborn

Heimborn ist eine Ortsgemeinde im Westerwaldkreis in Rheinland-Pfalz. Die landwirtschaftlich strukturierte Wohngemeinde Heimborn gehört der Verbandsgemeinde Hachenburg an.

## Geographie
Die 220 m hoch gelegene Gemeinde liegt im Westerwald zwischen Limburg und Siegen, am Zusammenfluss der Großen und Kleinen Nister inmitten der Kroppacher Schweiz. Die Nachbarorte sind Stein-Wingert im Nordwesten, Mörsbach und Kundert im Nordosten sowie Heuzert und Kroppach im Süden bzw. Südwesten des Ortes.
Ortsteile sind Heimborn, Ehrlich und Lützelau. Zu Heimborn gehören auch die Wohnplätze Auenhof und Lützelauermühle.

## Geschichte
1346 wurde der Hauptort Heimborn erstmals in einer Urkunde erwähnt. Namensgeber für den Ort war möglicherweise ein Quellbrunnen, denn noch 1455 hieß es „unterm Heymborn“. 1579 hatte Heimborn drei Häuser und 1793 deren 13. 1837 sollte an der Nister ein Eisen- und Hüttenwerk angelegt werden. Ebenso gab es Anfang des 20. Jahrhunderts Pläne für eine Talsperre mit Staudamm bei Heimborn.
Das Dorf Heimborn mit dem Weiler Ehrlich gehörte zum Kirchspiel Kroppach und bis Mitte des 17. Jahrhunderts landesherrlich zur Grafschaft Sayn. Die Einwohner wurden nach der Einführung der Reformation in der Grafschaft Sayn erst lutherisch und später reformiert. Nach der Landesteilung der Grafschaft Sayn im 17. Jahrhundert zählte Heimborn zur Grafschaft Sayn-Hachenburg. 1799 ging die Grafschaft auf dem Erbweg an die Fürsten von Nassau-Weilburg. Im Zusammenhang mit der Bildung des Rheinbundes kam die Region und damit auch Heimborn 1806 an das neu errichtete Herzogtum Nassau. Unter der nassauischen Verwaltung war Heimborn dem Amt Hachenburg zugeordnet. Nach der Annexion des Herzogtums Nassau, kam der Ort 1866 an das Königreich Preußen und gehörte von 1868 an zur Provinz Hessen-Nassau und zum Oberwesterwaldkreis. Seit 1946 ist Heimborn Teil des Landes Rheinland-Pfalz.

### Ortsteil Ehrlich
Ebenso wie Heimborn ist der kleine Ortsteil Ehrlich erstmals 1346 erwähnt. Der Name kommt von Erlengebüsch (Ort, wo Erlen wachsen). Für das Jahr 1685 ist eine Dachschiefergrube nahe Ehrlich überliefert, eine weitere Quelle nennt einen Schiefergrubenbetrieb von 1804 bis 1818. Ehrlich hatte 1579 und 1793 jeweils drei Häuser.

### Hof Lützelau
In westlicher Richtung 250 Meter nordwestlich der Lützelauer Mühle auf der Hohlwiese befindet sich das ehemalige Hofgut Lützelau, eine kleine Wasserburg mit Wirtschaftshof. Die Herren von Lützelau kamen schon 1270 urkundlich vor. Sie zählen zum Verwandtenkreis der Herren von Nister. Später gehörte der Hof Lützelau den Herren von Bicken, denen von Neuhoff genannt Ley, den von Irmtraut, den von Heddesdorf und den von Holdinghausen. Im 18. Jahrhundert ging der Hof in den Besitz des Kanzleidirektors Grün von Hachenburg über, und 1755 kauften ihn die in Hachenburg residierenden Burggrafen von Kirchberg, die ihn später verpachteten.
Der innere Hof war rundum vom Hausweiher umgeben und in Richtung Lützelauer Mühle schloss sich ein Lustgarten an. Das Gebäude wurde 1826 auf Abbruch verkauft. Bei Wiesenverbesserungsarbeiten Ende des 19. Jahrhunderts wurde die Gebäuderuinen den Erdboden gleichgemacht. Zu sehen sind nur noch einige Stützmauern an der Kleinen Nister. Außerdem fand man einige Scherben aus dem 15. Jahrhundert.

### Hof Heidenthal und Heidenmühlchen
300 Meter nordwestlich von Heimborn, an der Brücke über die Nister, befand sich ein 1579 erstmals urkundlich erwähnter Hof. Der Hof wechselte oft den Besitzer, er gehörte den von Irmtraut, den von Heddesdorf und den von Holdinghausen. Er kam dann mit Hof Lützelau an die Familie Grün und 1755 an die Grafschaft Sayn-Hachenburg. Das Hofhaus wurde 1761 verkauft, die Ländereien veräußerten man 1782. Heute erinnern noch die Flurnamen „Hinter dem Heidenthal“ und „Heidenheck“ an den Hof.
 Im 18. Jahrhundert wurde schon das Gebäude des Heidenmühlchens abgetragen, das nahe am Hof Heidenthal stand, und in Heimborn wiederaufgebaut. Beim Neubau der Ortsdurchfahrt entfernte man das Gebäude endgültig, eine eichene Wendeltreppe kam in das Freilichtmuseum Kommern. Der Mühlengraben ist zum Teil noch gut sichtbar, an die Mühle erinnert darüber hinaus noch der Flurname „Der oberste und der unterste Mühlengraben“.

### Lützelauer Mühle
Beim Absturz eines Vickers-Wellington-Bombers bei Flögert (Ortsteil von Helmeroth) am 30. Mai 1943 konnte sich die Besatzung mit dem Fallschirm retten. Einer der Soldaten landete verletzt zwischen Heimborn und Lützelauer Mühle. Sergeant Joseph Sylvester wurde vom damaligen Müller August Taxacher in sein Haus gebracht und versorgt.

### Bevölkerungsentwicklung
Die Entwicklung der Einwohnerzahl von Heimborn, die Werte von 1871 bis 1987 beruhen auf Volkszählungen:
| Jahr | Einwohner |
| ---- | --------- |
| 1815 | 121       |
| 1835 | 133       |
| 1871 | 133       |
| 1905 | 165       |
| 1939 | 173       |

| Jahr | Einwohner |
| ---- | --------- |
| 1950 | 175       |
| 1961 | 217       |
| 1970 | 232       |
| 1987 | 273       |
| 1997 | 277       |

| Jahr | Einwohner |
| ---- | --------- |
| 2005 | 294       |
| 2011 | 280       |
| 2017 | 263       |
| 2023 | 266       |

## Politik

### Bürgermeister
Christof Krämer ist seit 2024 Ortsbürgermeister von Heimborn.
Die Vorgängerin Katja Krüger wurde bei der Direktwahl am 26. Mai 2019 mit einem Stimmenanteil von 73,08 % für weitere fünf Jahre in ihrem Amt bestätigt.

### Wappen
| Wappen von Heimborn | Blasonierung: „In Gold ein blauer Wellensparren. Oben links ein offener roter Visierhelm. Oben rechts ein roter Erlenzweig. Unten ein roter Röhrenbrunnen.“ |
| Wappen von Heimborn | |

## Verkehr
Südlich des Ortes verläuft die Bundesstraße 414, die von Hohenroth nach Hachenburg führt. Die nächsten Autobahnanschlussstellen sind in Siegen, Wilnsdorf oder Herborn an der A 45 Dortmund–Gießen, etwa 25 Kilometer entfernt. Der nächstgelegene ICE-Halt ist der Bahnhof Montabaur an der Schnellfahrstrecke Köln–Rhein/Main.

## Kultur und Sehenswürdigkeiten
Im Ort gibt es einige recht gut erhaltene und zum Teil renovierte Fachwerkhäuser.
Die Lützelauer Mühle wurde um 1575 von den von Holdinghausen erbaut. 1756 wurde das Gebäude wieder ausgebaut und 1834 hat man eine Ölmühle daneben errichtet. Die Mühle gehörte zum ehemaligen Hof Lützelau. Als Mahlmühle ist sie heute nicht mehr in Betrieb, die Wasserkraft wird aber zur Stromerzeugung genutzt. An der Mühle steht eine Weymouthskiefer (1850, Naturdenkmal). Weitere Naturdenkmäler sind die Dicke Eiche (Stieleiche) 800 Meter nordöstlich von Heimborn mit ca. fünf Metern Umfang, sie soll etwa 300 bis 400 Jahre alt sein. Eine weitere, ca. 400 Jahre alte Eiche befindet sich 400 Meter nordöstlich des Ortes am alten Fahrweg Kroppach-Heimborn-Mörsbach.